# Thanur
Thanur o Thanr (in etrusco 𐌏𐌀𐌍𐌖𐌓, Thanur) era la divinità etrusca della nascita. Compare nella Tegola di Capua. Corrisponde alla greca Eileithyia.